# کامرون استوارت (بازیکن فوتبال)
کامرون استوارت (انگلیسی: Cameron Stewart؛ زادهٔ ۸ آوریل ۱۹۹۱) یک بازیکن فوتبال اهل بریتانیا است.